# Castillejo de Mesleón
Castillejo de Mesleón és un municipi de la província de Segòvia, a la comunitat autònoma de Castella i Lleó.